# 大卫·古德威利
大卫·古德威利（英語：David Goodwillie，1989年3月28日—）出生於蘇格蘭中部指定市史特靈，是一名足球運動員，司職前鋒，現時效力蘇格蘭足球乙級聯賽球會克莱德。

## 生平

### 球會
登地聯
葛維尼在家鄉參加當地的青年球隊，於2003年在邓迪參加「蘇格蘭青年足球協會」（Scottish Youth FA）的試訓賽時被登地聯相中，以14歲之齡獲邀加盟。他於2005年3月與球會簽署首份職業合約，同年12月31日葛維尼首次為一隊上陣，在作客埃布羅克斯0-3負於格拉斯哥流浪的賽事末段後補登場。翌年3月4日作客對喜百年，葛維尼第5次後補上陣，於完場前射入個人首個入球兼為球隊打破光蛋負1-3。2005/06年球季葛維尼合共為一隊後補上陣10場，但絕大部分僅有數分鐘亮相時間，整體上陣時間還不足90分鐘。
2006年10月23日葛維尼與球會續簽三年半新約直到2010年夏季才屆滿，數天後獲派首次正選上陣作客對福爾柯克，卻以1-5大敗而回，成為時任球員兼領隊的克雷格·布雷斯特下台導火線。由於球隊前線傷兵問題嚴重，葛維尼在新任領隊奇治·尼雲（Craig Levein）麾下，於上半季餘下的兩個月再取得兩次正選上陣機會，但隨著1月份轉會窗引入新球員後，他在下季只能呆坐後備席，於新年後僅獲派6次上陣。
在2007/08年球季季初為登地聯後補上陣兩次後，於11月2日葛維尼被外借到蘇乙球會拉夫流浪兩個月，其後獲延長借用至球季結束，期間上陣14場聯賽及射入6球，協助球隊獲得聯賽季軍及取得升班附加賽資格，但於準決賽兩回合累計2-4不敵艾迪爾聯出局。
新球季季初葛維尼獲派在蘇格蘭聯賽盃首兩輪的賽事上陣，在較低級別的球隊身上取得3個入球。2009年1月17日葛維尼再續約多1年至2012年5月才屆滿。2008/09年球季他在季末階段於蘇超再次取得入球，先在2009年4月4日主場對喜百年於完場前為球隊扳平2-2；5月2日作客再戰喜百年，葛維尼再次於完場前入球，這次以2-1絕殺對手。葛維尼在蘇超的首3個入球全部在喜百年身上取得，並且全部在完場前射入，獲得勝和負各一的成績。
2009/10年球季葛維尼開始成為一隊常規正選，在開季後首5場賽事射入3球，直到季末合共轟入12球，成為球隊次席射手，其表現獲得確認，於2010年4月19日獲選「蘇超最佳青年球員」。
2010/11年球季葛維尼繼續表現出色，上半季已射入11球，格拉斯哥流浪於冬季轉會窗口頭出價，但金額僅為登地聯估值150萬英鎊的一半。2011年3月31日葛維尼與登地聯延長一年合約，留隊直至2013年。5月1日葛維尼獲選為蘇格蘭PFA年度最佳青年球員，其後再下一城，當選蘇格蘭FWA年度最佳青年球員。
球季結束後多支球隊追逐葛維尼，英冠球會卡迪夫城率先發難，但仍未達到登地聯提高估值的200萬英鎊，黑池其後出價160萬英鎊仍然被拒，葛維尼表示希望南下英格蘭參賽，布力般流浪與格拉斯哥流浪相繼加入競爭，布力般流浪首先出價180英鎊被拒。
2011/12年球季展開，葛維尼沒有在登地聯的揭幕戰作客1-0擊敗赫斯上陣，登地聯證實接納布力般流浪總值280萬英鎊的出價，正讓葛維尼與布力般流浪商討私人條件。
布力般流浪
雖然大局已定，但格拉斯哥流浪仍然盡最後努力，於葛維尼簽約前多番出價，惟登地聯以條件未及布力般流浪予以拒絕，葛維尼最終於2011年8月3日加盟布力般流浪，簽約四年，轉會費詳情沒有透露，據報初步為200萬英鎊，另加80萬英鎊附加條款。

### 國家隊
葛維尼曾代表蘇格蘭在各個年齡級別參加國際賽，年僅15歲已代表蘇格蘭U16上陣，現時是U21成員，於2008年11月18日對北愛爾蘭首次後補上陣。他於2010年11月獲首次徵召加入大國腳行列，備戰對法羅群島的友誼賽，他在該場賽事下半場獲派後補首次上陣。但他的大國腳生涯卻因其强奸案件而一度受阻，於2011年8月才再獲徵召入伍備戰對丹麥的友誼賽。

### 私人生活
2008年5月27日葛維尼在夜總會因維護朋友引發的打鬥傷人，其後同意接受250英鎊定額罰款。葛維尼在2009年9月20日再發生類似事故，於一名夜總會門衛頭部被擊中昏迷後被拘留，而兩天後球隊在蘇格蘭聯賽盃迎戰羅斯郡，即他亦同時違反球隊在賽前72小時的宵禁規條，兩個月後被法庭罰款200英鎊了事。
2011年1月17日葛維尼被控於一個新年派對性侵犯一名24歲女子，但最終因證據不足獲撤銷控罪。

## 外部連結
- 登地聯官網簡歷
- 足球数据库：大衛·葛維尼的球员统计数据
- 足球数据库：大衛·葛維尼的球员统计数据（外借效力拉夫流浪）